# Domèvre-sous-Montfort
Domèvre-sous-Montfort település Franciaországban, Vosges megyében. Lakosainak száma 61 fő (2022. január 1.). Domèvre-sous-Montfort Mattaincourt, Mirecourt, Remicourt, Remoncourt, Rozerotte, Bazoilles-et-Ménil és Estrennes községekkel határos.

## Népesség
A település népességének változása:
| Lakosok száma | 60   | 58   | 57   | 57   | 56   | 58   | 59   | 61   |
|               | 2013 | 2015 | 2017 | 2018 | 2019 | 2020 | 2021 | 2022 |